# Calvarius rapidus
Calvarius rapidus (lat. "Sufrimiento rápido") es la única especie conocida del género extinto Calvarius de dinosaurio ornitópodo estiracosterno que vivió a finales del período Cretácico, hace 66 millones de años  durante el Maastrichtiense, en lo que es hoy Europa. Solo es conocido por un metatarsiano.
El espécimen holotipo , MCD-8734, es un cuarto metatarsiano único descubierto en 2019 en la localidad de Pallars Jussà de la Formación Talarn del Grupo Tremp, ubicada en Cataluña, España. Fue nombrado como el holotipo de un nuevo género de dinosaurio estiracosterno en 2023 por Albert Prieto-Márquez y Albert Sellés. El nombre del género, Calvarius, en latín significa "sufrimiento", de Calvario, y se refiere a la localidad tipo, Serrat del Calvari, así como a la proximidad del género al evento de extinción cretácico paleógeno. El nombre específico, "C. rapidus ", significa "rápido" y se refiere a sus probables hábitos corredores. La Formación Talarn también produjo los restos del troodóntido Tamarro insperatus.
Calvarius fue en 2023 asignado por sus descriptores a Styracosterna. No se pudo determinar una posición más precisa porque un análisis filogenético solo lo ubica en una gran politomía con los otros estiracosternos. El metatarsiano altamente modificado de Calvarius no tiene equivalentes conocidos entre otros ornitópodos. Es similar de forma convergente a los de los ornitisquios más basales como Hypsilophodon y Dysalotosaurus que a otros estiracosternos, y puede haber llenado su nicho en su hábitat isleño.